# Інфрачервона плівка
Інфрачервона плівка 
це плівка що використовується в якості обігрівача і містить елементи що випромінюють інфрачервоне випромінювання. Плівка виготовляється рулонами і як правило ріжеться метражем.
Плівку можна різати кусками певної довжини, залежно від моделі
.
Для здійснення обігріву підключається до електричної мережі. Як правило випромінювачем в інфрачервоному обігрівачі є карбонове волокно, що робить інфрачервону плівку енергозберігаючим видом опалення
.
Залежно від конкретної моделі інфрачервона плівка для теплої підлоги може мати різну ширину, мінімальний модуль відрізу, потужність та ступінь покриття карбоном (гріючим елементом). Підбирати ту чи іншу модифікацію, необхідно з урахуванням конкретного завдання та ситуації. Основними параметрами, за якими відрізняють інфрачервону плівку є:
1. За типом нанесення на плівку карбонового шару, плівку поділяють на:суцільну та смугасту
2. По ширині рулону плівка ділиться на: 1 метрову, 0,8 метрів, 0,5 метрів (найпопулярніша)
3. За типом напруги вона буває: 230 V (домашня електромережа), 12 V (12 Вольт), 24 V (24 Вольт)
4. Також вона може відрізнятися за потужністю: 150-200 Вт/м2 (знижена потужність), 220 В/м2 (стандартна потужність), 400-450 Вт/м2 (використовується для ІЧ саун.
Інфрачервона плівка може використовуватися для монтування в підлозі, в зоні плінтуса, замість батарей, стінах, стелі. Може кріпитися під цементну стяжку або на клейкій основі.
Перевагами інфрачервоної плівки є:
- Високий рівень енергозбереження і зберігання електроенергії.
- Оптимальна потужність обігріву в залежності від метражу плівки.
- Інфрачервона плівка не займає корисний простір приміщення.

Недоліками інфрачервоної  плівки є:
- Необхідність монтажу і під'єднання електричної мережі.
- Відсутність портативності, після монтажу неможна змінити місце обігріву.

## Див також
- Опалення
- Картина обігрівач
- Тепла підлога
- Карбоновий обігрівач